# Екологізація виробництва
Екологіза́ція виробни́цтва передбачає наявність взаємозв'язку і взаємозумовленості будь-яких дій з урахуванням екологічних вимог до розвитку НТП. У зв'язку з цим управління господарством країни і його функціонування повинні здійснюватися на основі раціонального природокористування та застосування нової технології, прогресивної організації маловідходних і безвідходних виробництв.
Екологізація виробництва — це розширене відтворення природних ресурсів шляхом вдосконалення технології, організації матеріального виробництва, підвищення ефективності праці в екологічній сфері.
Актуальність проблеми в народногосподарському комплексі не набула всеосяжного рівня, потрібних темпів вирішення і якості. Проблемами є знищення зелені в містах при будівництві, скидання у водоймища неочищених і недоочищених стоків, інтенсивне і надмірне забруднення шкідливими викидами повітряного басейну, недостатня переробка відходів, застосування в галузях промисловості застарілих технологій і техніки, що сприяють забрудненню навколишнього природного середовища.
Починаючи з середини 2010-х років набувають популярності і поступового впровадження концепції циркулярної економіки та сталого розвитку.

## Шляхи впровадження екологізації
Екологізація народного господарства, підприємств промисловості та АПК припускає інтенсивний розвиток НТП і переклад його на еколого-економічні, економіко-організаційні та еколого-технічні відносини. Здійснення екологізації народного господарства може вестися за такими основними напрямками:
- Шляхом здійснення системи організаційно-технічних рішень, енергозберігаючих, природоохоронних та інших заходів без істотної перебудови основних виробничих фондів на підприємствах — без зупинки їхньої дії і без зниження випуску продукції.
- У процесі розширеного відтворення основних фондів народного господарства (нове будівництво, розширення, реконструкція, технічне переозброєння і капітальний ремонт) це досягається проектно-будівельними заходами.

Перший напрямок екологізації народного господарства можна здійснювати повсюдно в широких масштабах на діючих основних фондах народного господарства за допомогою екологізації всієї виробничо-господарської діяльності, не перериваючи її. При цьому в основному вирішуються завдання, які не потребують докорінної перебудови основних фондів, але дозволяють досягти суттєвих результатів щодо зниження забруднення довкілля та ресурсозбереження.
Другий напрямок екологізації господарства здійснюється при відтворенні основних його фондів. Тут головним господарським важелем стає екологічне опрацювання проектів відтворення основних фондів.

## Оцінка виробничо-господарської діяльності підприємств
Оцінка ефективності господарської діяльності підприємств здійснюється на основі системи економічних показників, найважливішим з яких є прибуток.
Будь-яка доцільна і корисна господарська діяльність викликає відповідний еколого-економічний і соціальний збиток, зумовлений забрудненням довкілля і споживанням природних ресурсів. На кожну одиницю випущеної продукції або виконаних послуг у довкілля надходить відповідний обсяг викидів і випромінювань, що шкідливо впливають на її екологічний стан та природні ресурси. До того ж у викидах містяться різні хімічні елементи та матеріально-речові компоненти, які в екологізованих виробництві — можуть принести користь, а не шкоду. Притому на теплові випромінювання, забруднюючі середовище, непродуктивно витрачається паливо.
Отже, оцінку виробничо-господарської діяльності підприємств і трудових колективів слід проводити з урахуванням економічних і екологічних показників. Найважливішим із екологічних показників повинен стати еколого-економічний і соціальний збиток, який припадає на одиницю виконаної виробничо-господарської діяльності. Тоді співвідношення прибутку і збитку дозволить більш об'єктивно оцінити кінцевий результат роботи.
Важливим і ефективним економічним стимулом раціонального природокористування є введення плати за споживання природних ресурсів і за шкідливі впливи на їх стан в процесі виробничо-господарської діяльності.

## Методологічні принципи екологізації
Важливими методологічними принципами екологічного опрацювання є:
- додання екологічності функціонування відтворюваним основним фондам;
- обґрунтування та застосування в проектах в процесі їх реалізації будівельних матеріалів і конструкцій, яким притаманна екологічність при виготовленні, будівництві та їх експлуатації;
- урахування в проектах екологічних методів організації і технології виробництва будівельно-монтажних робіт;

При цьому, екологічне опрацювання повинно ґрунтуватися на застосуванні безвідходних, маловідходних, ресурсо- та енергозберігаючих технологій, машин і устаткування, а також на врахуванні комплексної системи природоохоронних заходів.

## Напрямки екологізації
Можна виділити наступні основні напрямки екологізації суспільного виробництва:
- збереження і відновлення екологічних систем;
- впровадження прогресивних технологій видобутку природної сировини;
- раціональне використання матеріальних ресурсів;
- створення та впровадження маловідходних і безвідходних виробництв;
- екологічно прийнятне розміщення і територіальна організація виробництва;
- скорочення та ліквідація забруднення навколишнього природного середовища.

## Роль і значення НТП у  екологізації виробництва
Таким чином, в основі техніко-економічних заходів, здійснюваних для раціоналізації використання природно-сировинних ресурсів лежить НТП. НТП виступає як засіб вирішення протиріччя між зростаючими потребами суспільства в природних ресурсах і обмеженими можливостями природи по їх відтворенню і запасах.
Тут можна виділити декілька аспектів:
- підвищення ступеня вилучення корисних копалин з надр Землі;
- комплексна переробка, утилізація всіх компонентів сировини, що видобувається;
- скорочення втрат ресурсів при їх доведенні до споживача і в особливості при переробці в готовий продукт, використання відходів промислового характеру;
- вдосконалення структури споживання ресурсів, економія ресурсів, утилізація відходів, що утворюються у населення;
- застосування нових видів енергії і матеріалів.